# Langenburg
Langenburg er en by i den nordøstlige del af den tyske delstat Baden-Württemberg med omkring 1.886(2023) indbyggere og et areal på 31,4 km². Dermed er den en af de mindste byer i Baden-Württemberg.
Langenburg blev første gang omtalt i 1226. Fra 1568 til mediatiseringen i 1806 var Langenburg residensby for greverne og senere fyrsterne af Hohenlohe-Langenburg.